# 倫敦館夢だより
『倫敦館夢だより』（ロンドンかんゆめだより）は、竹田真理子による日本の漫画作品。講談社「なかよし」で1985年に連載された。

## 書誌情報
竹田真理子 『倫敦館夢だより』 講談社〈講談社コミックスなかよし〉、全1巻
- 1巻、1986年1月6日発行、ISBN 4-06-178522-2